# ضبيطة

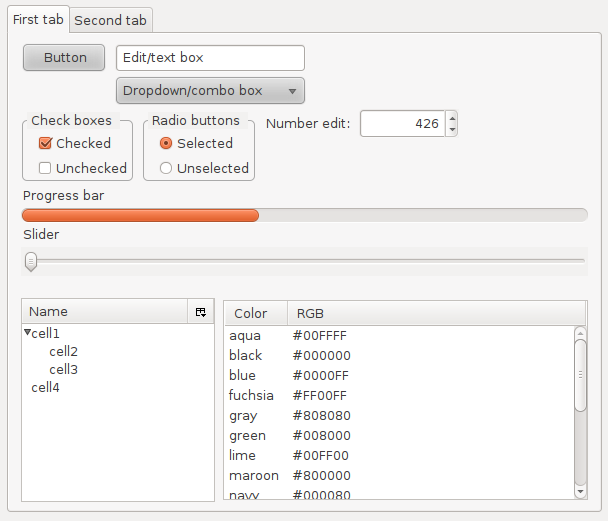
واجهة رسومية فيها ضبائط عديدة.

الضَّبِيطَة (الجمع: ضبائط وضبيطات) (بالإنجليزية: widget)‏، هي عنصر الواجهة الرسومية التي يتفاعل معها المستخدم، كنافذة أو مربع نص مثلا، والخاصية المميزة لعنصر تحكم الواجهة الرسومية هي أن توفر نقطة تفاعل للمعالجة المباشرة لنوع معين من البيانات.
وتلك الضبائط هي وحدات مرئية أساسية في جميع البرمجيات التي تحتوي على كل البيانات التي تعالجها ونقاط التفاعل معها.